# Pierre Musso
Pour les articles homonymes, voir Musso.
 (juillet 2008).
Si vous disposez d'ouvrages ou d'articles de référence ou si vous connaissez des sites web de qualité traitant du thème abordé ici, merci de compléter l'article en donnant les références utiles à sa vérifiabilité et en les liant à la section « Notes et références ».
Pierre Musso, né le 8 septembre 1950, titulaire d'un doctorat d'Etat en sciences politiques, est professeur honoraire des Universités en Sciences de l'information et de la communication à Télécom ParisTech ainsi qu'à l'université Rennes-II.
Il a été titulaire de la chaire d'enseignement et de recherche « Modélisations des imaginaires, innovation et création », lancée en octobre 2010, par Télécom ParisTech, l'Université de Rennes 2, Dassault Systèmes, Ubisoft, Orange et PSA Peugeot-Citroën, et avec le soutien de la DATAR et d'Alcatel Lucent Bell Labs, qui a pris fin en septembre 2015.
Il est actuellement conseiller scientifique et fellow associé à l'Institut d'études avancées (IEA) de Nantes.

## Biographie
Philosophe de formation, administrateur des PTT diplômé de l'ENSPTT (promotion 1978), il a soutenu une thèse de doctorat d'État en science politique à Paris 1 Panthéon-Sorbonne, sous la direction de Lucien Sfez, consacrée aux télécommunications, à la régulation des réseaux et à Saint-Simon.
Il a obtenu son habilitation à diriger des recherches (HDR) à Paris I-Panthéon Sorbonne (directeur Lucien Sfez).
Il participe à la DATAR à des travaux sur les nouvelles technologies et l’aménagement du territoire.
Il fut chercheur au Centre national d'études des télécommunications (CNET) et fondateur de Créanet (devenu le Studio créatif). Après avoir occupé divers postes de responsabilité dans le secteur des études, de la prospective et de la recherche dans les télécommunications et l'audiovisuel, il a été membre du premier conseil d'administration de France Télécom de 1991 à 1995.
Il fut encore directeur de la recherche à l’INA. Il a été le concepteur du Métafort d'Aubervilliers après avoir remis en 1991 un rapport sur la "Création artistique et les nouvelles technologies" au Ministre de la Culture Jack Lang. Pierre Musso a présidé plusieurs groupes de prospective de la DATAR « Réseaux, services, usages » et, en 2006, « Cyberterritoire et territoires 2030 » ; il est membre du comité de rédaction de la revue Quaderni.
Il est professeur honoraire des Universités à l'Université Rennes 2 et à Télécom ParisTech où il a été titulaire de la chaire de recherche et d'enseignement « Modélisations des imaginaires, innovation et création » jusqu’en 2015.
Il est conseiller scientifique de l'Institut d'Études Avancées (IEA) de Nantes et fellow associé de cet Institut (2015-2018).

## Écrits

### Critique de l'idéologie du réseau
Sa critique de l'idéologie du réseau s'inspire de Saint-Simon.
Le réseau est entré dans les habitudes, il est d'ailleurs devenu invisible pour la société, devenu naturel. Le réseau est selon lui omniprésent dans nos vies, téléphonique, télévisuel, ferroviaire, urbain, de connaissances, etc. il est partout. Internet, comme les autres réseaux avant lui, risque aussi de perdre de sa visibilité alors que les techniciens, eux, sont obligés de travailler sur un réseau bien réel.
Musso critique l’idéologie du réseau dans ce que ceux qui l'expriment ne connaissent pas les tenants réels de ce réseau. Il nomme cette idéologie une « rétiologie » (retis + logos).
Il y a pour lui un contraste entre ceux qui font l'idéologie du réseau et ceux qui font réellement ce réseau.
Le concept de réseau s’est pour lui fixé grâce à Saint-Simon après une longue maturation. Il a ensuite doucement glissé vers une idéologie. En critiquant les idéologues du réseau, Musso tente de définir ce que pourrait être un discours raisonnable sur le réseau. Selon lui, les ingénieurs sont a contrario trop occupés par les détails de la technique pour énoncer ce que devrait être le réseau. Il reviendrait donc aux philosophes de produire les concepts qui permettent de penser le réseau : mais pour cela ils doivent acquérir les connaissances techniques nécessaires, ce qui implique qu'ils cessent d'opposer la technique à la pensée.
«  Ainsi le réseau technique devient-il la fin et le moyen pour penser et réaliser la transformation sociale, voire les révolutions de notre temps. L’idéologie triomphante du réseau est une façon de faire l’économie des utopies de la transformation sociale, d’opérer un transfert au sens psychanalytique, du politique sur la technique. »

### Sur Berlusconi et les médias en Italie
En 2003, dans son livre intitulé Berlusconi, le nouveau prince, Musso défend l'idée que ce premier ministre italien est en passe d'inaugurer une nouvelle manière de faire de la politique. Le phénomène Berlusconi est analysé sous l'angle de son rapport au pouvoir et aux médias. Une politique basée sur le spectacle, qui serait causée par la perte des idéaux révolutionnaires (voir Vidéocratie).
Dans Le Sarkoberlusconisme, Musso présente l'analyse comparée de deux personnalités qui manient les mêmes techniques de gouvernement, notamment celles de la néo-télévision et du néo-management. Le sarkoberlusconisme a fait la « Une » du quotidien Le Monde en juin 2008.

### Sur Saint-Simon
Dans sa thèse et ses ouvrages sur Saint-Simon, La religion du monde industriel et Télécommunications et philosophie des réseaux, Musso est le premier à avoir établi que Saint-Simon utilise le concept de réseau, pour penser le nouveau système industriel à venir et la transition sociale vers celui-ci.
L'objet central de la philosophie de Saint-Simon est le changement social :
« 
Dans ses variations, Saint-Simon déplace son point de vue et modifie ses instruments pour analyser le même objet, le changement social. Si le regard porte loin, la transition sera d'ampleur morale et religieuse, si le regard porte près, sur la conjoncture, la transition sera d'ampleur institutionnelle; enfin, si le regard est de portée moyenne, la transition affectera le système social. »

### Sur l'imaginaire des TIC et la «religion industrielle»
Pierre Musso poursuit la critique des imaginaires et représentations sociales des techniques de l'information et de la communication et de la « société d'information ». Il travaille sur l'imaginaire de l'industrie.
Il a publié en 2017 chez Fayard La religion industrielle, important ouvrage dans lequel il soutient que l’industrie est une vision du monde.

## Publications
- Critique des réseaux, PUF, 2003.
- Réseaux et société, PUF, 2003.
- Berlusconi, le nouveau prince, La Tour-d'Aigues, Éditions de l'Aube, 2003.
- Le phénomène Berlusconi : ni populisme ni vidéocratie, mais néo-politique, article paru dans le dossier « Peuple, populaire, populisme » de la revue Hermès no 42 en 2005.
- Télécommunications et philosophie des réseaux. PUF, collection Politique éclatée, 2e édition, 1998.
- Saint-Simon et le saint-simonisme, Que sais-je ? PUF, 1999. (traduit en japonais)
- L'actualité du saint-simonisme. Colloque de Cerisy (dir.), PUF, 2004[15].
- Le vocabulaire de Saint-Simon, Ellipses, 2005.
- Fabriquer le Futur, l'imaginaire au service de l'innovation, Village Mondial, 2005.
- La religion du monde industriel, analyse de la pensée de Saint-Simon, La Tour-d'Aigues, Éditions de l'Aube, 2006.
- Fabriquer le Futur 2, l'imaginaire au service de l'innovation, avec Laurent Ponthou et Éric Seulliet, Village Mondial, 2007
- Les télécommunications, collection « Repères », La Découverte, 2008.
- Le sarkoberlusconisme, La Tour-d'Aigues, Éditions de l'Aube, 2008[16].
- Territoires et cyberespace 2030 (dir.), La Documentation Française/DATAR, 2008.
- Télé-politique. Le sarkoberlusconisme à l'écran, La Tour-d'Aigues, Éditions de l'Aube, 2009.
- Yves Klein. Fin de représentation, Manucius, 2010.
- Saint-Simon, l'industrialisme contre l'État, La Tour-d'Aigues, Éditions de l'Aube, 2010.
- Les Socialismes. Colloque de Cerisy, (avec Juliette Grange), Le Bord de l'eau, 2012.
- Édition critique des Œuvres complètes de Saint-Simon, avec Juliette Grange, Philippe Régnier et Franck Yonnet, PUF, 2012, Nouvelle édition en collection « Quadrige », PUF, 2013.
- L'imaginaire industriel, Manucius, 2013.
- La Société éclatée. Le retour de l'objet local (avec F. Cormerais), Éditions de l'Aube, 2013.
- Innover avec et par les imaginaires (avec Stéphanie Coiffier et Jean-François Lucas), Manucius, 2014.
- Pour innover, modéliser l'imaginaire (avec Stéphanie Coiffier et Jean-François Lucas), Manucius, 2015.
- Pierre Musso and The Network Society, by José Luis Garcia. Springer. 2017,  (ISBN 978-3-319-45536-5).
- La Religion industrielle : monastère, manufacture, usine. Une généalogie de l'entreprise, Paris, Fayard, 2017,  (ISBN 978-2-213-70180-6).
- Le Temps de l'État-entreprise : Berlusconi, Trump, Macron, Fayard, 2019  (ISBN 978-2-213-71023-5).
- Qu'est-ce que l'industrie ?, Paris, Manucius, 2022, 96 p.
- L'imaginaire du réseau,Paris, Manucius, 2022.
- Introductions à l'oeuvre de Pierre Legendre, (dir avec Katrin Becker) Paris, Manucius, 2023.
- La Renaissance de l'industrie. Dialogue  avec Bernard Charlès. Editions de L'Aube, 2023.